# Sergej Marčuk
Sergej Vasiljevič Marčuk (rusky Сергей Васильевич Марчук; 13. dubna 1952 Moskva, Ruská SFSR – 25. srpna 2016) byl sovětský rychlobruslař.
Na mezinárodní scéně debutoval v roce 1973 účastí na Mistrovství světa ve víceboji. Zúčastnil se Zimních olympijských her 1976, kde se umístil nejlépe na 11. místě v závodě na 10 000 m (dále byl třináctý na 1500 m a čtrnáctý na 5000 m). Na vícebojařském světovém šampionátu 1978 skončil čtvrtý, o rok později získal bronz. V sezóně 1977/1978 získal i druhý cenný kov, neboť zvítězil na Mistrovství Evropy. Na kontinentálním šampionátu 1979 vybojoval bronzovou medaili. Poslední závody absolvoval na jaře 1981.